# Paraproporus rosettiformis
Paraproporus rosettiformis är en plattmaskart som beskrevs av Faubel 1974. Paraproporus rosettiformis ingår i släktet Paraproporus och familjen Actinoposthiidae. Inga underarter finns listade i Catalogue of Life.